# Cattedrale di Santa Maria (Sydney)
La cattedrale metropolitana di Santa Maria (in inglese: Metropolitan Cathedral of Saint Mary) è il principale luogo di culto cattolico della città australiana di Sydney, chiesa madre dell'omonima arcidiocesi metropolitana.
La cattedrale, dedicata a Maria, aiuto dei cristiani, patrona dell'Australia, è un'imponente costruzione neogotica caratterizzata da alte guglie e torri, si erge nel centro cittadino, in College Street.
La cattedrale di Sydney venne insignita del titolo di basilica minore nel 1930 da Pio XI.

## Storia
Nel maggio 1820 i primi sacerdoti cattolici, John Therry e Philip Conolly, giungono a Sydney. Nel 1821 fondano una cappella dedicata a santa Maria. Nel 1835 giunge a Sydney John Bede Polding, primo vescovo della diocesi, e la cappella di Santa Maria diviene cattedrale.
Nel 1851 iniziano i lavori di ampliamento della cattedrale, su progetto dell'architetto inglese Pugin. Nel 1865 un incendio distrugge la chiesa. Nel 1869 l'arcivescovo Polding pone la prima pietra della costruzione della nuova cattedrale, progettata da William Wilkinson Wardell, discepolo di Pugin e autore di numerose architetture neogotiche in Australia.
La cattedrale viene consacrata nel 1905 e la costruzione è quasi completata nel 1928, quando l'arcivescovo Kelly inaugura la navata centrale. Nel 1930 papa Pio XI conferisce il titolo di basilica minore alla cattedrale di St Mary. La cattedrale è stata visitata da Paolo VI, che vi celebrò messa, nel 1970, da Giovanni Paolo II nel 1986 e nel 1995, e da Benedetto XVI nel 2008, quando ha consacrato il nuovo altare maggiore.

## Descrizione

### Esterno
La cattedrale è costruita in pietra arenaria, che le conferisce il particolare colore dorato. La facciata principale, rivolta a sud, è preceduta da una scalinata e presenta due campanili gemelli ai lati, tre portali, che immettono nelle rispettive navate, e un ampio rosone al centro. Il lato rivolto ad occidente, col prospetto del transetto ovest (anch'esso con tre portali e un rosone), si affaccia sul vasto Hyde Park, importante zona verde del centro di Sydney. L'intera costruzione è caratterizzata esternamente dagli archi rampanti, dalle guglie e dalle caratteristiche gargolle. Corona l'edificio una torre a canna quadra, che si eleva all'incrocio della navata col transetto.

### Interno

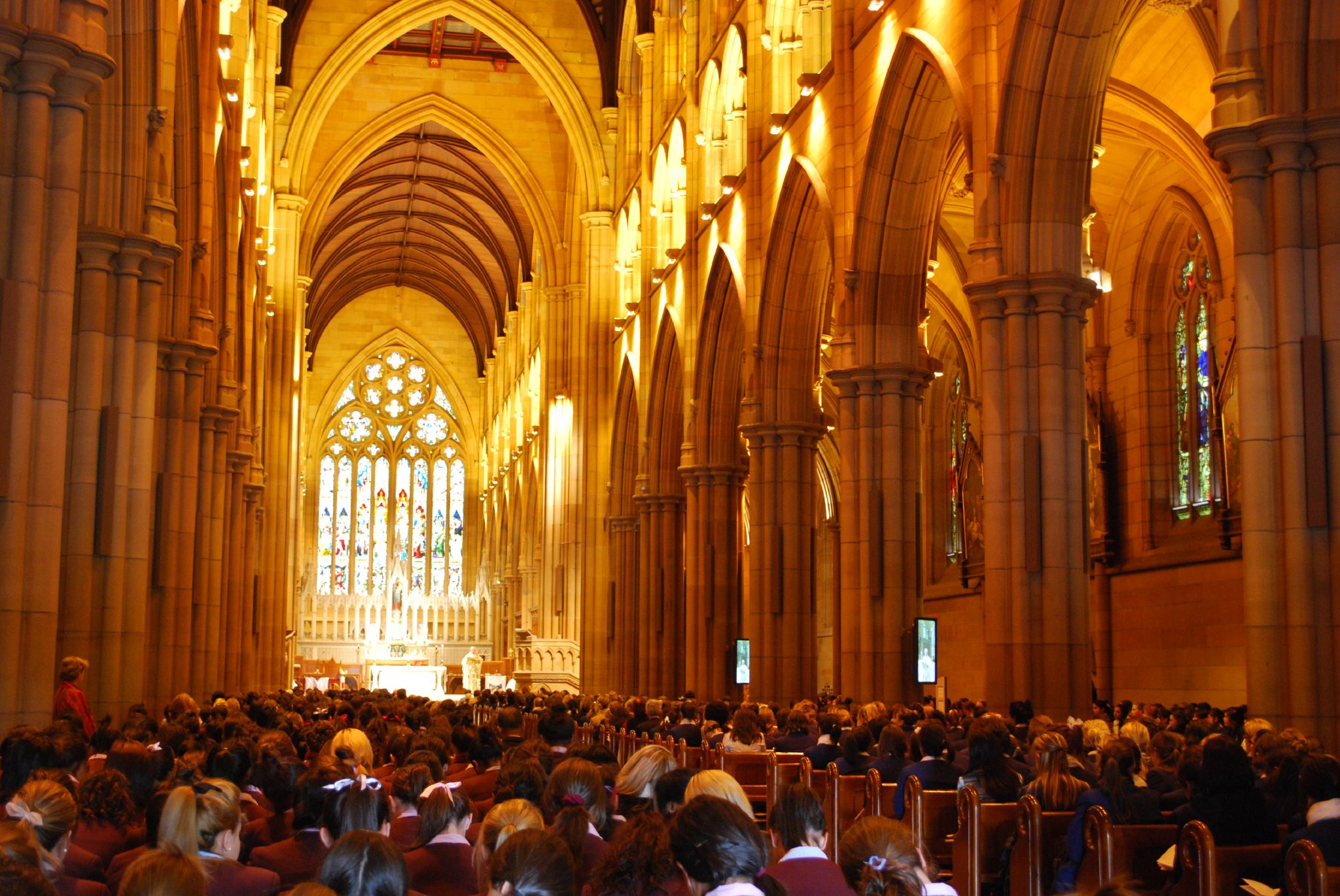
Interno

L'interno è a pianta cruciforme, con tre navate e transetto. Le pareti della navata centrale si elevano su tre livelli, costituiti alla base dalla successione di arcate ogivali sostenute da pilastri polistili, che la separano dalle navate laterali, sopra le quali si dispongono il matroneo e il cleristorio. La navata centrale ha una volta lignea con archi diaframma finemente lavorati; è lignea anche la volta del presbiterio, a crociera. Le navate laterali presentano volte in pietra, a crociera costolonata e con gemme lapidee al centro.
Pregevoli le vetrate colorate, con raffigurazioni di storie della vita di Cristo, della Vergine e dei santi, realizzate tra il 1880 e il 1930 dalla Hardman & Co.. Le vetrate ornano anche l'enorme finestrone della parete di fondo del presbiterio, quest'ultimo a pianta rettangolare. Tra le opere d'arte custodite nella cattedrale vi sono gli oli su tavola delle stazioni della Via Crucis, del 1885, una statua copia della Pietà di Michelangelo, nel transetto ovest, e la tomba dell'Unknown Soldier (milite ignoto), sopra la quale è posta una scultura bronzea raffigurante un soldato morto, opera di G.W.Lambert, commissionata dai marinai e soldati cattolici nel 1928 e inaugurata dall'arcivescovo Kelly il 26 luglio 1931.

### Organi a canne
Nella cattedrale si trovano quattro organi a canne:
- lo strumento principale è collocato sulla cantoria a ridosso della testata sinistra del transetto; è l'opus 64 della ditta Létourneau Ltée e dispone di 59 registri su tre manuali e pedale; ha due consolle, l'una a finestra in cantoria a trasmissione mista, l'altra mobile indipendente a pavimento a trasmissione integralmente elettrica;
- lo strumento più antico si articola in due corpi sulla cantoria in controfacciata; venne realizzato nel 1942 dalla Whitehouse Bros. ed ha 27 registri su due manuali e pedale, e trasmissione elettrica;
- sul triforio del coro è posizionato un organo a trasmissione elettropneumatica, di Ronald Sharp del 1960, con 28 registri su due manuali e pedale;
- nella cripta vi è un organo positivo risalente al 1985, opera della ditta Bellsham, con 6 registri.

## Galleria d'immagini

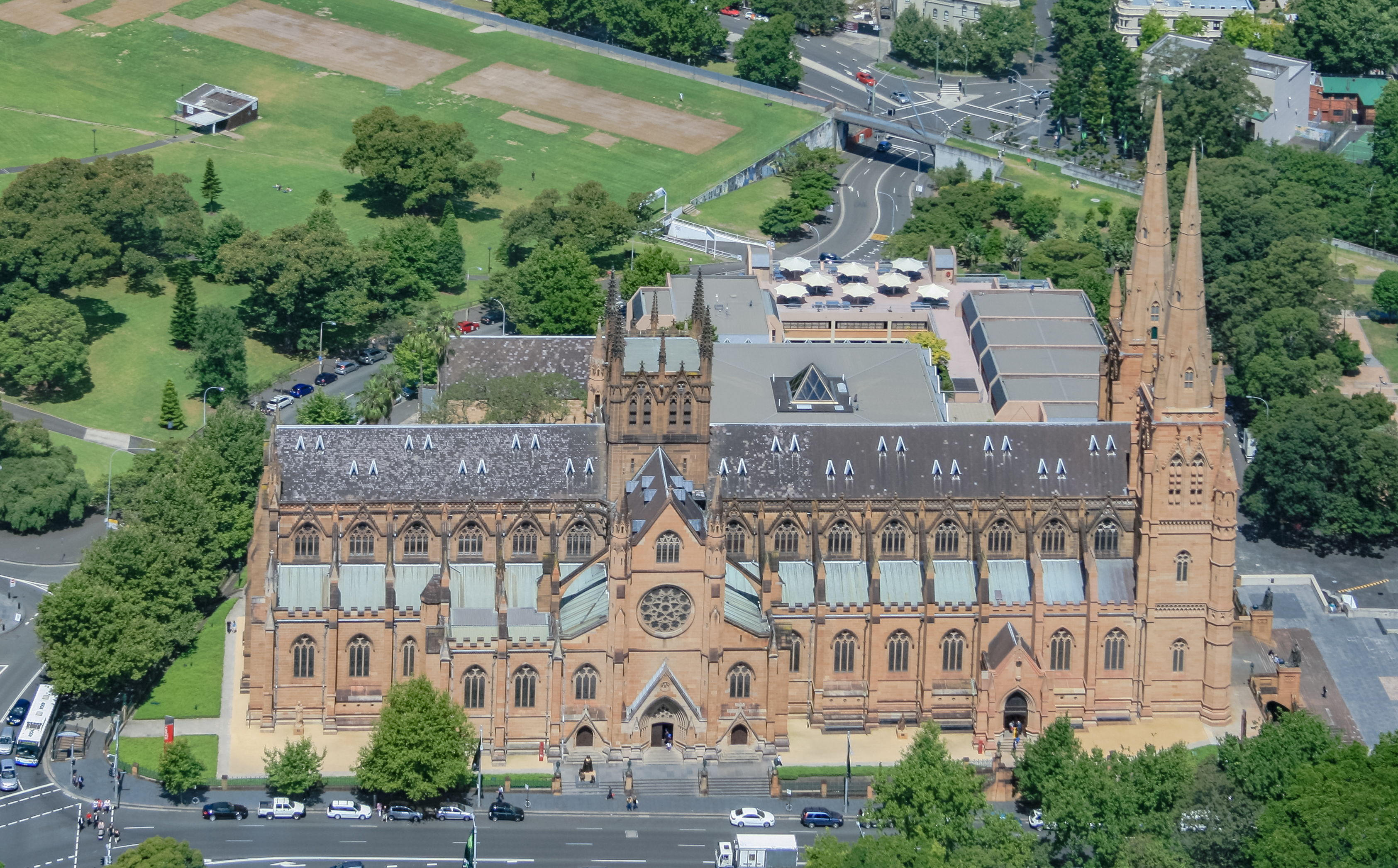
Veduta aerea
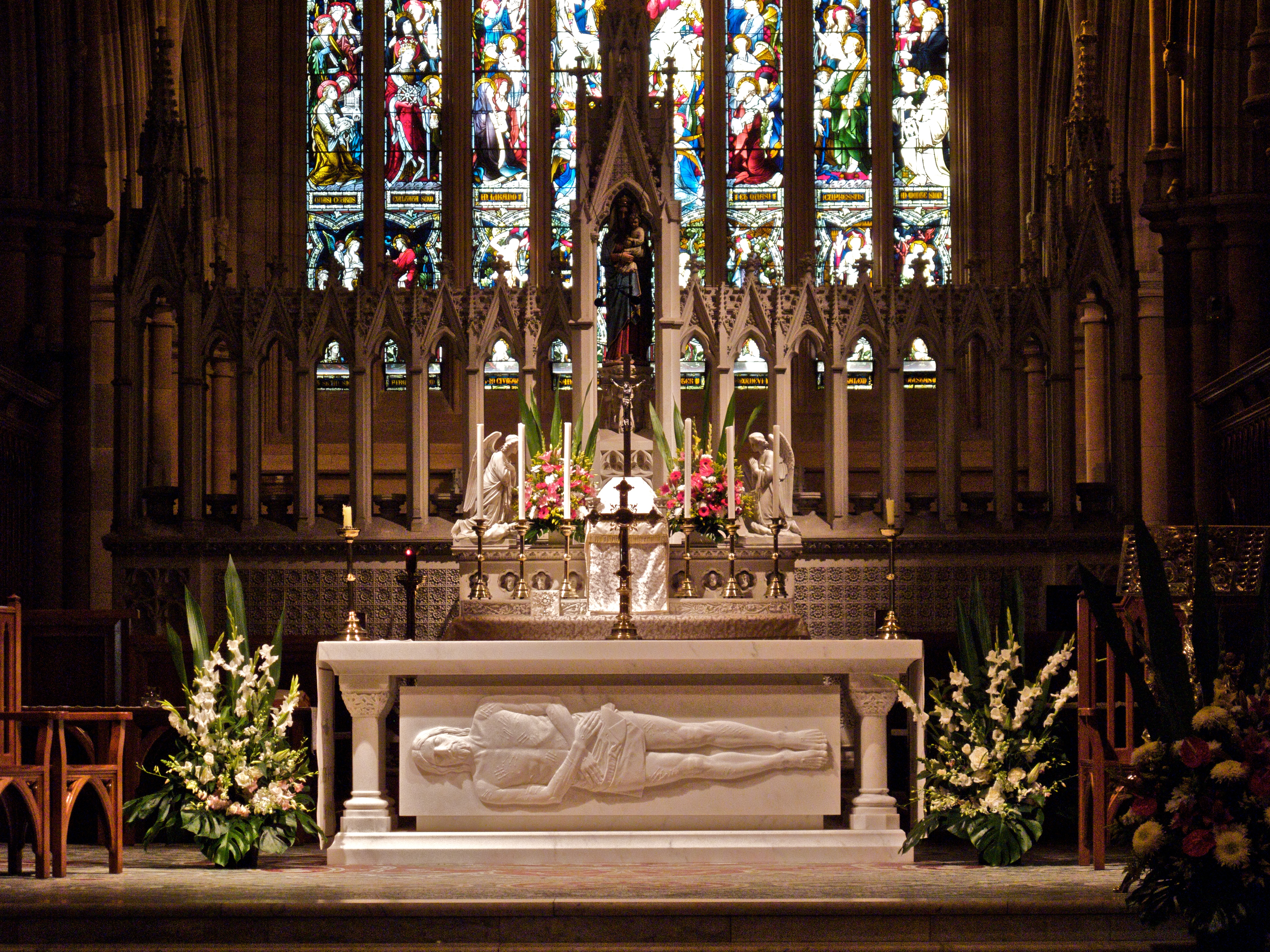
Il presbiterio con l'altare maggiore consacrato da Benedetto XVI
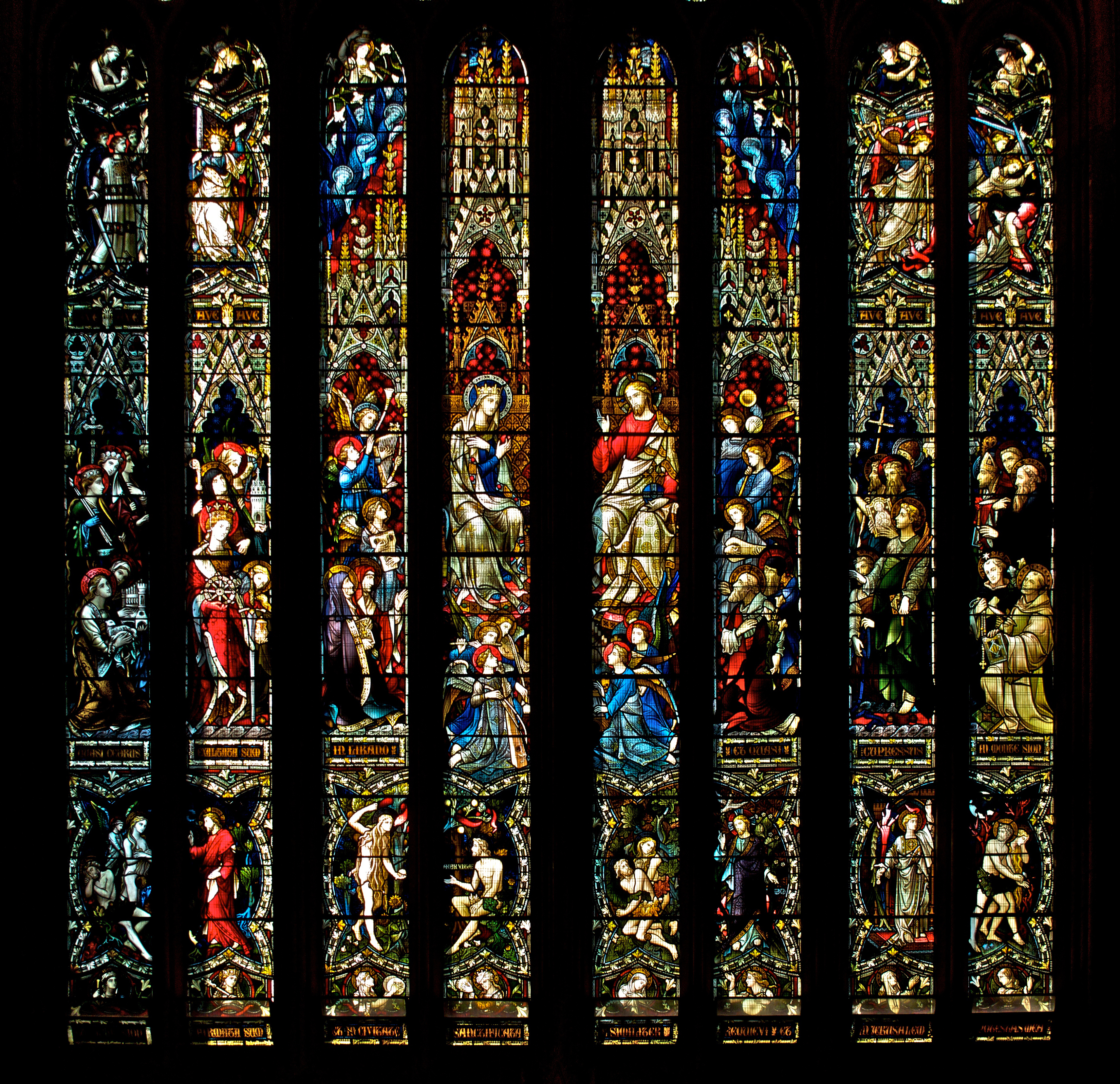
Vetrata policroma con Gesù e la Madonna in Trono tra angeli e santi e Scene della Creazione
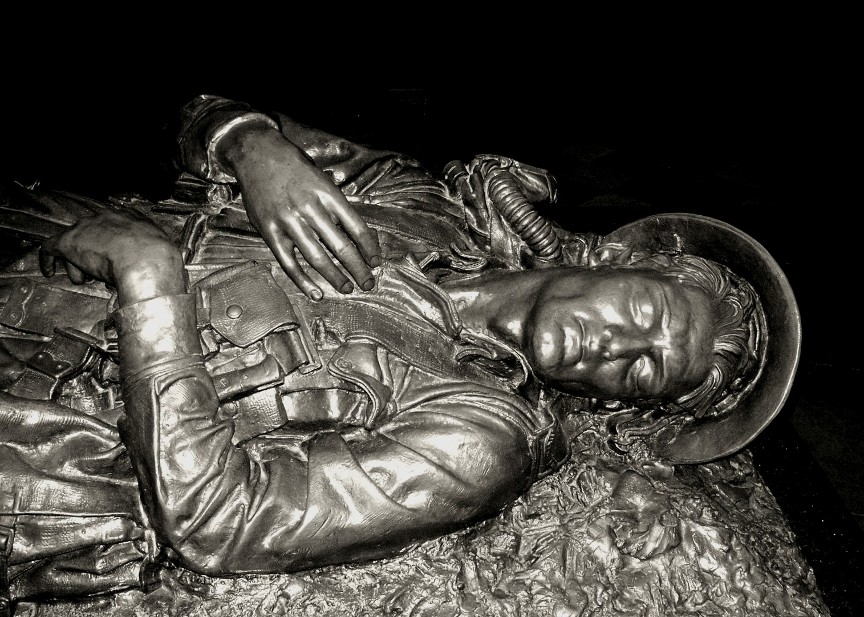
G.W.Lambert, Unknow Soldier (1931)